# نايجل لوف
نايجل لوف (بالإنجليزية: Nigel Love)‏ هو طيار أسترالي، ولد في 16 يناير 1892 في Kurrajong, New South Wales ‏ في أستراليا، وتوفي في 2 أكتوبر 1979 في Killara ‏ في أستراليا.